# Panthera tigris trinilensis
O Tigre de Trinil (Panthera tigris trinilensis) é uma subespécie de tigre extinto datada de cerca de 1,2 milhões de anos atrás, que foi encontrada na localidade de Trinil, Java, Indonésia. Os restos dos fósseis estão armazenados na coleção de Eugène Dubois no Museu de História Natural de Leiden na Holanda. Embora esses fósseis foram encontrados em Java, o tigre de Trinil provavelmente não era um ancestral direto do tigre-de-java. Os tigres de Trinil provavelmente se extinguiram há 50 mil anos atrás. O tigre de Bali também não estava estreitamente relacionado com o Trinil por causa de suas diferenças de tempo.

## Características
Os Tigres de Trinil possuíam de 2,20 a 2,35 metros de comprimento total e pesavam entre 110 e 150 kg.